# Concejos Municipales Interinos de Hidalgo (2020)

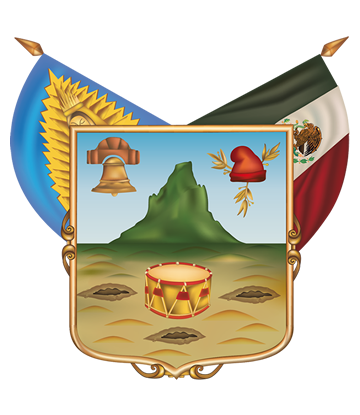
Escudo del estado de Hidalgo.

Municipios de Hidalgo.

Los Concejos Municipales Interinos de Hidalgo fueron los organismos encargados de la Presidencia Municipal de los 84 municipios de Hidalgo. Iniciaron su mandato el 5 de septiembre de 2020, y concluyeron su mandato el 14 de diciembre de 2020. Con excepción de los Concejos Municipales de Acaxochitlán e Ixmiquilpan, los cuales extendieron su periodo hasta el día 21 de julio de 2021.

## Antecedentes
Las elecciones estatales de Hidalgo de 2020, eran el proceso para elegir a los Presidentes Municipales para el periodo 2020-2024; estas se iban a celebrar el 7 de junio de 2020. El 1 de abril, el Consejo General del Instituto Nacional Electoral (INE), suspendió temporalmente el proceso electoral debido a la pandemia de COVID-19 en Hidalgo. La resolución fue acatada por el Consejo General del Instituto Estatal Electoral de Hidalgo, mediante acuerdo IEEH/CG/026/2020 de fecha 4 de abril de 2020. El 30 de julio de 2020, el Instituto Nacional Electoral determinó que los comicios se realizarán el domingo 18 de octubre y que los ayuntamientos electos iniciarán su mandato el 15 de diciembre.
Los Presidentes municipales de Hidalgo para el periodo 2016-2020 concluyeron su mandato el 4 de septiembre de 2020, y al no haber Alcaldes electos, se aplicó el artículo 126 de la Constitución Política del Estado de Hidalgo; en el que se designa un Concejo Municipal Interino. La figura del Concejo se integró a la Constitución de Hidalgo, a partir de 1979, tras una reforma integral, que promovió el gobernador de Hidalgo, Jorge Rojo Lugo; siendo el gobernador quien propondría quiénes integrarían ese Concejo. En 1994, se reformó para que los integrantes del Concejo fueran nombrados por el Congreso de Hidalgo.
En doce ocasiones, se han nombrado Concejos Municipales Interinos, debido a la inconformidad de la población hacia los presidentes municipales, así como la anulación de las elecciones. Los municipios en los que se han designado dichos Concejos Municipales Interinos son: Apan en 1981; Jaltocán en 1985; Tulancingo de Bravo en 1985; Francisco I. Madero en 1986;  Chilcuautla en 2000;  Emiliano Zapata en 2009; Zimapán en 2009; Santiago Tulantepec de Lugo Guerrero en 2012; Xochicoatlán en 2012;  Omitlán de Juárez en 2016; y  Huazalingo en 2009 y 2012. Pero esta es la primera vez que se aplica a los 84 municipios al mismo tiempo.

## Designación
Para la integración de los Concejos Municipales Interinos no hubo una convocatoria previa desde el Congreso del estado de Hidalgo, por lo que la Comisión de Gobernación recibió las propuestas de organizaciones sociales, partidos políticos y la misma sociedad. La Ley Orgánica Municipal establece que el Concejo Municipal Interino lo integran un presidente, un vocal ejecutivo que haría las funciones de síndico si el municipio tiene menos de 100 000 habitantes (si pasa de los 100 000 habitantes, se designan dos vocales ejecutivos: uno sería síndico hacendario y, el otro, síndico jurídico), y cinco vocales, que serían los regidores. Tras aprobar los 84 dictámenes de igual número de Concejos, estos se envían al Pleno del Congreso, donde se analizan y en votación se aprueban.
El 4 de septiembre de 2020, se llevó a cabo la sesión extraordinaria en la LXIV Legislatura del Congreso de Hidalgo, donde se aprobó a los 84 Concejos de Administración Municipal. La sesión extraordinaria se extendió por más de diecinueve horas, con la conformación de 73 concejos municipales, las actividades se detuvieron a las 00:10 horas del 5 de septiembre. Pasadas las 05:20 del 5 de septiembre, se aprobó a los concejales de los 11 ayuntamientos que se mantuvieron sin poderes desde las 00:00 horas.
La Auditoría Superior del Estado de Hidalgo (ASEH), desde marzo asesoro  las alcaldías salientes; e implementó el programa Procedimiento de Entrega-Recepción Final para que las administraciones pudieran integrar, revisar y procesar la información del ciclo 2016-2020. Entre el y 8 de septiembre las primeras alcaldías que firmaron el formato fueron: Agua Blanca, Alfajayucan, Tlaxcoapan, Cardonal, Ixmiquilpan, Omitlán, Mineral de la Reforma, Jaltocán, Tulancingo, Huejutla, Pachuca, San Agustín Metzquititlán, San Felipe Orizatlán, Actopan, Tecozautla, Huehuetla, Nicolás Flores, Tepeapulco y Atlapexco. El 9 de septiembre: Apan, Atotonilco de Tula, Chilcuautla, Huasca, Huichapan, Metepec, San Bartolo Tutotepec, Tenango de Doria, Tepeji del Río, Tizayuca, Tlanchinol y Zimapán. El 10 de septiembre: Epazoyucan, Huautla, Metztitlán, Nopala, Pacula, Santiago de Anaya, Tepehuacán, Tlahuelilpan, Xochiatipan y Zapotlán. El 11 de septiembre: Acatlán, Atitalaquia, Atotonilco el Grande, Chapantongo, Huazalingo, Jacala, Molango, San Salvador, Santiago Tulantepec, Tlanalapa y Tolcayuca.
El 24 de noviembre de 2020, falleció Pedro Velázquez Rivera presidente del Concejo de Chapulhuacán, ocupando su lugar Irma Rojo González. En los municipios de Acaxochitlán e Ixmiquilpan, el 14 de diciembre, el Congreso de Hidalgo extendió el periodo de los Concejos Municipales, hasta el día que tome posesión el Ayuntamiento electo tras las elecciones extraordinarias. Esto luego de que la Sala Superior del Tribunal Electoral del Poder Judicial de la Federación ratificara las sentencias del Tribunal Electoral del Estado de Hidalgo (TEEH), respecto a los resultados de las elecciones del 18 de octubre, en las que se declaró un empate en Acaxochitlán, y la nulidad de estas en Ixmiquilpan.

## Presidentes de los Concejos por Ayuntamiento
| Código INEGI | Municipio                            | Presidente municipal               |
| ------------ | ------------------------------------ | ---------------------------------- |
| 13001        | Acatlán                              | Noé Avilés Saavedra                |
| 13002        | Acaxochitlán                         | José Alejandro López Suárez        |
| 13003        | Actopan                              | Heber Sánchez Santillán            |
| 13004        | Agua Blanca de Iturbide              | Juvenal Hernández Solís            |
| 13005        | Ajacuba                              | Carlos Armando Arellano González   |
| 13006        | Alfajayucan                          | Pablo Ramírez Martínez             |
| 13007        | Almoloya                             | Dante Ramses Hernández Islas       |
| 13008        | Apan                                 | Francisco González Vargas          |
| 13009        | El Arenal                            | Salvador Orta Martínez             |
| 13010        | Atitalaquia                          | José Luis Hernández Gayosso        |
| 13011        | Atlapexco                            | Alipio Flores Ordaz                |
| 13012        | Atotonilco el Grande                 | Rubén Serrano Morales              |
| 13013        | Atotonilco de Tula                   | Romulo Eugenio Navarrate Noble     |
| 13014        | Calnali                              | Saúl Granados Hernández            |
| 13015        | Cardonal                             | Marlene Dzul Escamilla             |
| 13016        | Cuautepec de Hinojosa                | Jorge Hernández Araus              |
| 13017        | Chapantongo                          | Jesús Emanuel Benítez Olvera       |
| 13018        | Chapulhuacán                         | Pedro Velázquez Rivera             |
| 13018        | Chapulhuacán                         | Irma Rojo González                 |
| 13019        | Chilcuautla                          | Isidro Alvarado Ramos              |
| 13020        | Eloxochitlán                         | Lázaro Marcos Martínez             |
| 13021        | Emiliano Zapata                      | Leoncio Salgado García             |
| 13022        | Epazoyucan                           | Omar Padilla Palacios              |
| 13023        | Francisco I. Madero                  | Juan José Pérez Camargo            |
| 13024        | Huasca de Ocampo                     | Jenaro Corona González             |
| 13025        | Huautla                              | Salomón Ramos Silva                |
| 13026        | Huazalingo                           | Héctor Hilario Manuel              |
| 13027        | Huehuetla                            | Sergio Sevilla Victoriano          |
| 13028        | Huejutla de Reyes                    | Lucía Bautista Hernández           |
| 13029        | Huichapan                            | Pablo Campistrano Olvera           |
| 13030        | Ixmiquilpan                          | Enrique Simón Romero               |
| 13031        | Jacala de Ledezma                    | Blanca Esthela Acuña Manríquez     |
| 13032        | Jaltocán                             | Víctor Noé Rivera Monterrubio      |
| 13033        | Juárez Hidalgo                       | Javier Salcedo Hernández           |
| 13034        | Lolotla                              | Desiderio Quijano Ángeles          |
| 13035        | Metepec                              | Rosa María Rueda Hernández         |
| 13036        | San Agustín Metzquititlán            | Germán Hernández Pérez             |
| 13037        | Metztitlán                           | José Armando Vite Gómez            |
| 13038        | Mineral del Chico                    | María Andrea Torres Gress          |
| 13039        | Mineral del Monte                    | Mauricio Rodríguez Téllez          |
| 13040        | La Misión                            | Juan Rubio Vargas                  |
| 13041        | Mixquiahuala de Juárez               | Luz María Mendoza Pérez            |
| 13042        | Molango de Escamilla                 | Alejandro Sánchez García           |
| 13043        | Nicolás Flores                       | Sandy Torres González              |
| 13044        | Nopala de Villagrán                  | José Ochoa Zúñiga                  |
| 13045        | Omitlán de Juárez                    | Juan Carlos Zarco Cruz             |
| 13046        | San Felipe Orizatlán                 | Oscar Armando Andrade Castillo     |
| 13047        | Pacula                               | Augusto Chávez Casas               |
| 13048        | Pachuca de Soto                      | Tania Meza Escorza                 |
| 13049        | Pisaflores                           | Roberto Méndez Hernández           |
| 13050        | Progreso de Obregón                  | Almaquio Escamilla Serrano         |
| 13051        | Mineral de la Reforma                | Rubén Contreras Gómez              |
| 13052        | San Agustín Tlaxiaca                 | Víctor Daniel Cerón Cervantes      |
| 13053        | San Bartolo Tutotepec                | Miguel Ángel San Agustín Tolentino |
| 13054        | San Salvador                         | Francisco Javier Ángeles           |
| 13055        | Santiago de Anaya                    | Arnulfo Mendoza Ángeles            |
| 13056        | Santiago Tulantepec de Lugo Guerrero | Jazmin Sandoval Huerta             |
| 13057        | Singuilucan                          | Pablo Cárdenas Calixto             |
| 13058        | Tasquillo                            | Sara Trejo Fuentes                 |
| 13059        | Tecozautla                           | Alejandro Prusiaga Rojo            |
| 13060        | Tenango de Doria                     | Francisco Huerta Fonseca           |
| 13061        | Tepeapulco                           | José Augusto Jasso Aboytes         |
| 13062        | Tepehuacán de Guerrero               | Edgar Rubio González               |
| 13063        | Tepeji del Río de Ocampo             | Erika Claudia Pérez Castilla       |
| 13064        | Tepetitlán                           | Anastacio Ortega Mendoza           |
| 13065        | Tetepango                            | Ruth Flores Jiménez                |
| 13066        | Villa de Tezontepec                  | Miguel Moisés González Bautista    |
| 13067        | Tezontepec de Aldama                 | David Jorge Gómez                  |
| 13068        | Tianguistengo                        | Alejandra Rodríguez Escudero       |
| 13069        | Tizayuca                             | Hipólito Zamora Soria              |
| 13070        | Tlahuelilpan                         | Rolando Copca Rufino               |
| 13071        | Tlahuiltepa                          | Edvino Campoy Beltrán              |
| 13072        | Tlanalapa                            | Aurelio Sarabia Sánchez            |
| 13073        | Tlanchinol                           | Gabino Hernández Vite              |
| 13074        | Tlaxcoapan                           | Octavio Alejandro Maturano Malo    |
| 13075        | Tolcayuca                            | Virginia Alvarado Vargas           |
| 13076        | Tula de Allende                      | Verónica Monroy Elizalde           |
| 13077        | Tulancingo de Bravo                  | Fernando Lemus Rodríguez           |
| 13078        | Xochiatipan                          | Artemio Gutiérrez del Ángel        |
| 13079        | Xochicoatlán                         | Guillermo Vite Refugio             |
| 13080        | Yahualica                            | Marcelo Torres Telles              |
| 13081        | Zacualtipán de Ángeles               | Armando Pérez Hernández            |
| 13082        | Zapotlán de Juárez                   | Diana Berenice Jiménez Bautista    |
| 13083        | Zempoala                             | Rogaciano Meneses Curiel           |
| 13084        | Zimapán                              | Hermilo Trejo Rangel               |